# Agrilus palaestes
Agrilus palaestes é uma espécie de inseto coleóptero polífago pertencente à família dos buprestídeos. É um dos representantes do gênero Agrilus.
Foi descrita formalmente pela primeira vez em 1932, pelo entomólogo especialista em buprestídeos Jan Obenberger. É, muitas vezes, classificado no gênero Agriloides. Entretanto, o Global Biodiversity Information Facility reconhece ambas as espécies, anotando o primeiro como basônimo de Agriloides palaestes, ao que o Catalogue of Life a considera um sinônimo deste último.